# السعر الثابت
اَلسِّعْرُ اَلثَّابِتُ (بالإنجليزية: Fixed price)‏ (كما في: عقد السعر الثابت) هو مصطلح أو عبارة تستخدم في الإنجليزية تعني أنه غير مسموح بالمساومة على سعرِ البضاعة أو على نحو أقل شيوعًا سعرِ الخدمة. والمساومة شائعة جدًا في العديد من مناطق العالم، باستثناء متاجر البيع القطاعي في أوروبا أو أمريكا الشمالية أو اليابان، مما يجعلها استثناءً من المعيار العام للتسعير في هذه المناطق.
في المملكة المتحدة، يحمل مصطلح «السعر الثابت» معنى مشابهًا، ويشير بوجه عام إلى أن طرفًا خارجيًا (غالبًا ما يكون الحكومة) قد حدد مستوى سعر معين للبضاعة أو الخدمة لا يمكن تغييره من قبل البائعين الأفراد. وكجزء من دورها في إرساء مبدأ الصدق والإخلاص، حددت جمعية الأصدقاء الدينية سعرًا ثابتًا لسلعها.
قد تتطلب الأسعار الثابتة مزيدًا من الوقت للبائعين قبل تحديد سعر كل سلعة من السلع (باستثناء المتاجر المخفضة موحدة السعر). وعلى الرغم من أن بيع كل سلعة من السلع ثابتة السعر يكون أسرع، لكن المساومة من الممكن أن تحدد السعر لمجموعة كاملة من السلع المباعة، وهو ما يقلل من وقت البيع بالجملة والتي تُعامل كمجموعة كاملة من السلع. ومن الممكن أن تساعد السلع ثابتة السعر أيضًا في تحديد قيمة مخزون السلع مسبقًا لأي أغراض، على سبيل المثال كتلك التي تكون لأغراض التأمين.

## عقد السعر الثابت
عقد السعر الثابت هو عقد لا تعتمد فيه قيمة المدفوعات على قيمة الموارد أو وقت الاستهلاك على خلاف ما يعرف بـ عقد المرابحة والذي يُقصد به تغطية التكاليف إضافة إلى بعض الأرباح. غالبًا ما يستخدم هذا النوع من العقود في العقود العسكرية والحكومية لتلقي بالمخاطر على كاهل البائع وتراقب التكاليف. ومع ذلك، فقد ثبت من الناحية التاريخية أنه عندما يتم استخدام مثل هذه العقود مع التقنيات التي لم تتم تجربتها أو تطويرها، مثل طائرات النقل العسكرية الجديدة أو طائرات الهجوم السري، فإنها في الغالب تبوء بالفشل إذا تجاوزت التكاليف قدرة المتعاقد على استيعاب تجاوز التكلفة غير المتوقع بصورة كبيرة.
ولا تزال هذه العقود شائعة رغم أنها من الناحية التاريخية أثبتت أنها مشاريع فاشلة أو تنطوي على مشاكل جمة، مع أنها قد تسير بشكل جيد عندما تكون التكاليف معروفة سلفًا بشكل جيد. وتذكر بعض القوانين التي تفضل عقود السعر الثابت أن الكثير منها يؤكد أن هذه العقود من الناحية الفعلية أكثر كلفة، خاصة عندما تكون المخاطر أو التكاليف غير معروفة.
ولقد ذكر توم أندريه (Tom Endere)، الرئيس التنفيذي لشركة إيرباص الألمانية، أن عقد السعر الثابت لطائرة النقل A400 كان كارثة غاية في السذاجة، ومفرطًا في الحماسة والغطرسة حيث صرح قائلًا، «إذا عرضت هذا العقد على متعهد من متعهدي الدفاع الأمريكي مثل نورثروب، فإنها قطعًا سترفضه». وقد ذكر أنه يجب التخلي عن المشروع ما لم يتم التفاوض مجددًا.
على سبيل المثال، كان عقد تطوير طائرة التجسس الأمريكية من طراز ماكدونل دوغلاس إيه-12 آفينجر الثانية عقد مكافأة سعرٍ ثابتٍ، وليس عقد سعرٍ ثابتٍ، بسعر مستهدف يبلغ 4.38 مليار دولار أمريكي وأعلى سعر هو 4.84 مليار دولار أمريكي. وقد كان ذلك عقدًا فريدًا لتصميم طائرة الجناح الطائر المتخفية. وفي 7 يناير 1991، ألغى وزير الدفاع هذا البرنامج. وكان هذا الإلغاء أضخم إلغاء لعقد في تاريخ وزارة الدفاع الأمريكية (DoD) فبدلًا من توفير التكاليف، كان من المخطط للطائرة أن تستهلك حتى 70 بالمئة من ميزانية طائرات بحرية الولايات المتحدة على مدار ثلاث سنوات.